# Сент-Эсташ (Квебек)
Сент-Эсташ (фр. Saint-Eustache) — город в канадской провинции Квебек, в 30 км к западу от Монреаля, у места слияния реки Шен и Милль-Иль. Принадлежит административной области Лаврентиды.
Шведская группа Volvo собирает здесь автобусы.

## История
Город был основан в 1770 году. Близ него 14 декабря 1837 года состоялась значительная битва восстания в Нижней Канаде. Повстанцы были разбиты, и британская армия сожгла несколько городов. Городская церковь была полностью восстановлена после пожара, за исключением внешнего фасада, где до сих пор можно найти отверстия от пуль.
В 1979 году General Motors открыла завод по производству транзитных автобусов в Сент-Эсташе. Завод выпускал автомобили под брендами GM, MCI, а с 1993 года завод принадлежит Nova Bus.

## Демография
Население:
- в 2006 году — 42 062;
- в 2001 году — 40 378;
- в 1996 году — 39 848;
- в 1991 году — 37 278.

Всего частных домов, за исключением сезонных коттеджей — 16 692 (всего — 17 121).
Родной язык:
- английский — 3,5 %;
- французский — 93 %;
- английский и французский языки — 0,6 %;
- другие языки — 2,9 %.

## Достопримечательности и туризм
В городке имеется зоопарк рептилий Exotarium. К западу от города располагается зоопарк попугаев Perroquets en folie.